# Liga Premier de Rusia 2005
La Liga Premier 2005 fue la 14.ª edición de la Liga Premier de Rusia. Inició el 12 de marzo y finalizó el 19 de noviembre de 2005. El campeón fue el club del Ejército Ruso, el CSKA Moscú, que consiguió su segundo título de liga rusa, tras el campeonato logrado en 2003.
Los dieciséis clubes en competencia disputaron dos ruedas con un total de 30 partidos disputados por club, al final de la temporada, los dos últimos clasificados son relegados y sustituidos por el campeón y subcampeón de la Primera División de Rusia, la segunda categoría de Rusia.

## Equipos
Los clubes Kubán Krasnodar y Rotor Volgogrado, descendidos la temporada anterior, son reemplazados para este campeonato por los dos clubes ascendidos, el Terek Grozny y Tom Tomsk, ambos cuadros debutantes en Liga Premier.
El Terek Grozny, equipo recién ascendido, no pudo jugar sus partidos de local en su ciudad Grozni, por motivos de la Guerra en Chechenia, por lo que disputó sus partidos en la vecina ciudad de Piatigorsk.

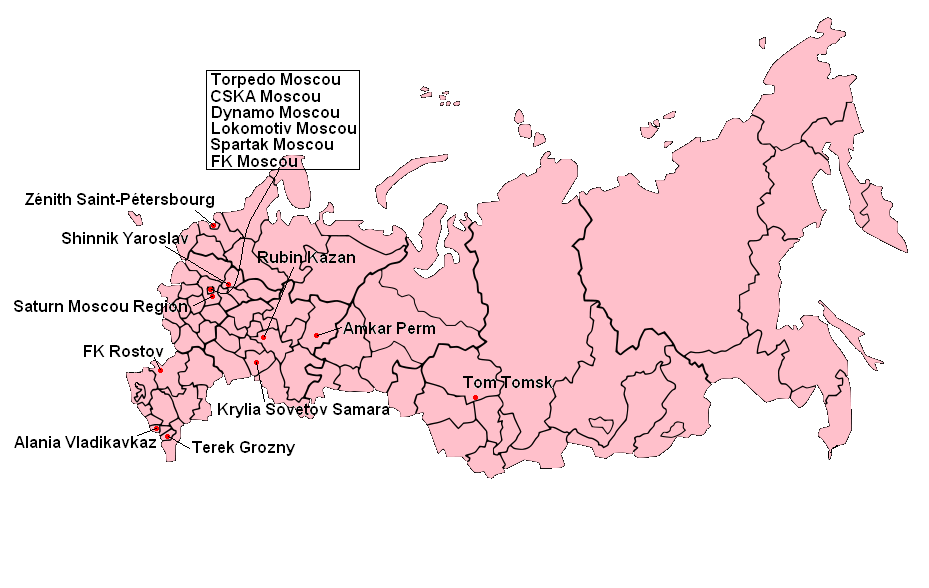
Localización de clubes de la Liga Premier 2005.

| Club                  | Ciudad          | Estadio                     | Capacidad |
| --------------------- | --------------- | --------------------------- | --------- |
| Alania Vladikavkaz    | Vladikavkaz     | Republicano Spartak         | 32.600    |
| Amkar Perm            | Perm            | Estadio Zvezda              | 17.000    |
| CSKA Moscú            | Moscú           | Olímpico Luzhnikí           | 84.745    |
| Dinamo Moscú          | Moscú           | Estadio Dinamo              | 36.540    |
| Krylia Sovetov Samara | Samara          | Estadio Metallurg           | 33.220    |
| Lokomotiv Moscú       | Moscú           | Estadio Lokomotiv           | 28.800    |
| FK Rostov             | Rostov del Don  | Olimp - 2                   | 15.600    |
| Rubin Kazán           | Kazán           | Central Kazán               | 30.133    |
| Saturn Rámenskoye     | Ramenskoye      | Estadio Saturn              | 16.726    |
| Shinnik Yaroslavl     | Yaroslavl       | Estadio Shinnik             | 19.000    |
| Spartak Moscú         | Moscú           | Olímpico Luzhnikí           | 84.745    |
| Terek Grozny          | Grozni          | Estadio Central, Piatigorsk | 10.300    |
| Tom Tomsk             | Tomsk           | Estadio Trud                | 15.000    |
| Torpedo-Metallurg     | Moscú           | Eduard Streltsov            | 13.422    |
| Torpedo Moscú         | Moscú           | Olímpico Luzhnikí           | 84.745    |
| Zenit San Petersburgo | San Petersburgo | Estadio Petrovsky           | 21.745    |

## Tabla de posiciones
- Al final de la temporada, el campeón y subcampeón clasifican a la Liga de Campeones de la UEFA 2006-07. Mientras que el tercer y cuarto clasificados en el campeonato clasifican a la Copa de la UEFA 2006-07.

|  |     | Equipo                | PJ | PG | PE | PP | GF | GC | DG  | PTS |
|  | --- | --------------------- | -- | -- | -- | -- | -- | -- | --- | --- |
|  | 1.  | CSKA Moscú (C)        | 30 | 18 | 8  | 4  | 48 | 20 | +28 | 62  |
|  | 2.  | Spartak Moscú         | 30 | 16 | 8  | 6  | 47 | 26 | +21 | 56  |
|  | 3.  | Lokomotiv Moscú       | 30 | 14 | 14 | 2  | 41 | 18 | +23 | 56  |
|  | 4.  | Rubin Kazán           | 30 | 14 | 9  | 7  | 45 | 31 | +14 | 51  |
|  | 5.  | FC Moscú              | 30 | 14 | 8  | 8  | 36 | 26 | +10 | 50  |
|  | 6.  | Zenit San Petersburgo | 30 | 12 | 10 | 8  | 42 | 29 | +13 | 46  |
|  | 7.  | Torpedo Moscú         | 30 | 12 | 9  | 9  | 37 | 33 | +4  | 45  |
|  | 8.  | Dinamo Moscú          | 30 | 13 | 2  | 15 | 39 | 43 | -4  | 41  |
|  | 9.  | Shinnik Yaroslavl     | 30 | 9  | 11 | 10 | 26 | 31 | -5  | 38  |
|  | 10. | Tom Tomsk (A)         | 30 | 9  | 10 | 11 | 28 | 33 | -5  | 37  |
|  | 11. | Saturn Rámenskoye     | 30 | 8  | 9  | 13 | 23 | 25 | -2  | 33  |
|  | 12. | Amkar Perm            | 30 | 7  | 12 | 11 | 25 | 36 | -11 | 33  |
|  | 13. | FK Rostov             | 30 | 8  | 7  | 15 | 26 | 41 | -15 | 31  |
|  | 14. | Krylia Sovetov Samara | 30 | 7  | 8  | 15 | 29 | 44 | -15 | 29  |
|  | 15. | Alania Vladikavkaz    | 30 | 5  | 8  | 17 | 27 | 53 | -26 | 23  |
|  | 16. | Terek Grozny (A)      | 30 | 5  | 5  | 20 | 20 | 50 | -30 | 14  |

- (C) Campeón de la Copa de Rusia.
- (A) Club ascendido la temporada anterior.

|  | Campeón y clasificado para la Liga de Campeones de la UEFA 2006-07 |
|  | Clasificado para la Liga de Campeones de la UEFA 2006-07           |
|  | Clasificado para la Copa de la UEFA 2006-07                        |
|  | Clasificado para la Copa Intertoto de la UEFA 2006                 |
|  | Descendido a la Primera División 2006                              |

| Rusia                        |
| Campeón CSKA Moscú 2° título |

## Máximos goleadores
| Jugador               | Club                  | Goles |
| --------------------- | --------------------- | ----- |
| Dmitri Kirichenko     | FC Moscú              | 14    |
| Derlei                | Dinamo Moscú          | 13    |
| Ígor Semshov          | Torpedo Moscú         | 12    |
| Román Pavliuchenko    | Spartak Moscú         | 11    |
| Aleksandr Panov       | Torpedo Moscú         | 10    |
| Ivica Olić            | CSKA Moscú            | 10    |
| Andréi Arshavin       | Zenit San Petersburgo | 9     |
| Dzhambulad Bazáiev    | Alania Vladikavkaz    | 9     |
| Diniyar Bilialetdínov | Lokomotiv Moscú       | 8     |